# The Perils of Penelope
The Perils of Penelope is, volgens de originele uitzending, de derde aflevering van Thunderbirds, de Supermarionation televisieserie van Gerry Anderson. De aflevering werd voor het eerst uitgezonden op ATV Midlands op 14 oktober 1965.
De aflevering was echter de 12e die geproduceerd werd. Derhalve wordt de aflevering tegenwoordig vaak als 12e in de serie uitgezonden.

## Verhaal
Op Cape Kennedy zijn twee wetenschappers, Sir Jeremy Hodge en Professor Borrender, getuige van de lancering van de SunProbe-raket. Deze raket wordt geheel aangedreven door een brandstof gemaakt uit zeewater via een geheime formule ontworpen door de twee heren. De raket zal een speciaal team van astronauten naar de zon brengen om materiaal van een zonnevlam te verzamelen.
Een paar weken later ontmoet Lady Penelope Sir Jeremy, waarvan wordt onthuld dat hij ook heeft meegewerkt aan de oprichting van International Rescue, op een terrasje in Parijs. Hij vertelt haar dat professor Borrender twee dagen geleden spoorloos is verdwenen. Na een internationale conferentie in de stad reisde hij met de nieuwe monorailtrein naar Anderbad, maar toen de trein daar aankwam was hij niet langer aan boord. Net als Lady Penelope haar drankje wil nuttigen, schiet Parker het glas kapot. Volgens hem was het drankje vergiftigd. Een zonderlinge man aan de tafel achter Penelope, Dr. Godber, vlucht meteen weg. In zijn haast vergeet hij een lucifersdoosje met daarop een vreemd heraldisch wapen.
Sir Jeremy vermoedt dat Borrender ontvoerd is vanwege zijn kennis over de formule om van zeewater brandstof te maken. Bij verkeerd gebruik kan deze formule echter de oceanen vergiftigen, en in verkeerde handen is het een gevaarlijk wapen. Penelope besluit om zelf met de nachttrein naar Anderbad te gaan in de hoop zo meer te ontdekken. Op Tracy Eiland laat Jeff Virgil, Alan en Gordon met Thunderbird 2 afreizen naar de Anderbad Tunnel, een lange treintunnel door de Alpen, vlak voor Anderbad.
Voor hun reis naar Anderbad bezoeken Penelope en Sir Jeremy het Parijse Heraldisch Archief om meer te ontdekken over het wapen op het lucifersdoosje. De pagina over het wapen blijkt uit het boek gescheurd te zijn, wat bevestigt dat ze verwacht werden. Als de twee de kelder van het archief doorzoeken, blijkt de man die zich voordeed als de eigenaar van het pand een vermomde Dr. Godber te zijn. Hij sluit de twee op in de kelder en draait een gaskraan open. Penelope en Jeremy worden gered door Parker, maar Dr. Godber weet te ontkomen.
Eenmaal in de trein ondervraagt Penelope hun steward, Albert, over Borrenders verdwijning, maar hij beweert van niets te weten. Later blijkt dat hij door Godber wordt bedreigd. Albert weet Penelope anoniem te waarschuwen door een briefje onder haar kopje thee te verstoppen. Die nacht slaat Godber hem bewusteloos en gooit hem uit de trein. De gewonde Albert probeert de autoweg naast het treinspoor te bereiken maar struikelt en valt flauw. Parker, die met FAB 1 ook op weg is naar Anderbad, merkt Albert net niet op.
Godber doet zich voor als de nieuwe steward van Penelope en Sir Jeremy, maar Penelope vertrouwt hem niet. Ze stuurt een video-opname van Godber naar Parker, en die bevestigt dat het dezelfde man is die in Parijs al twee aanslagen pleegde.
In de ochtend arriveert Thunderbird 2 aan het einde van de Anderbadtunnel. Parker rijdt naar het station van Anderbad om Penelope en Sir Jeremy van de trein te halen. Halverwege de tunnel valt opeens de stroom uit en komt de trein tot stilstand. Godber, gewapend met een pistool, dwingt Penelope en Sir Jeremy met hem mee te komen. Wanneer de trein in Anderbad arriveert, laat Parker Virgil, Alan en Gordon weten dat Penelope en Sir Jeremy niet meer aan boord zijn. Alan blijft bij Thunderbird 2 terwijl Virgil en Gordon met de Monobrake een kijkje in de tunnel gaan nemen.
Het blijkt dat Godber in de tunnel een hoofdkwartier heeft opgericht van waaruit hij het treinverkeer kan ontregelen door de stroom af te snijden. Ook blijkt hij professor Borrender te hebben ontvoerd op dezelfde wijze. Godber heeft het, zoals Jeremy al vermoedde, voorzien op de nieuwe formule. Borrender wilde niets loslaten. Om hem en Jeremy te dwingen de formule te onthullen laat hij zijn handlanger, Roache, Penelope vastbinden aan een ladder die vervolgens onder de rails van de monorail wordt geplaatst. Over negen minuten komt een tweede trein. Sir Jeremy en Borrender proberen Godber te overtuigen van de gevaren van de formule, maar dat is aan dovemansoren gericht.
Met de Monobrake vinden Virgil en Gordon de schuilplaats. Gordon begint een vuurgevecht met Godber. Roache wil de stroom afsnijden om de volgende trein tot stilstand te brengen, maar Godber schiet hem neer, en vernietigt daarmee ook het bedieningspaneel om de stroom af te snijden. Net voor de trein arriveert schiet Virgil het touw van de ladder door waardoor deze, en daarmee Penelope, buiten bereik van de trein komen. Met de monobrake verlaat het hele gezelschap de tunnel.
Terug in Parijs wachten Penelope, Sir Jeremy en Alan op de komst van Tin-Tin in het Atalante-restaurant. Net als Penelope haar drankje wil nuttigen, klinkt er wederom een knal. Maar dit keer is het geen geweerschot, maar vuurwerk.

## Rolverdeling

### Reguliere stemacteurs
- Jeff Tracy – Peter Dyneley
- Scott Tracy – Shane Rimmer
- Virgil Tracy – David Holliday
- Alan Tracy – Matt Zimmerman
- Gordon Tracy – David Graham
- Tin-Tin Kyrano – Christine Finn
- Lady Penelope Creighton-Ward – Sylvia Anderson
- Aloysius "Nosey" Parker – David Graham

### Gastrollen
- Sir Jeremy Hodge – Peter Dyneley
- Professor Borender – David Graham
- Dr. Godber – Ray Barrett
- Albert – Matt Zimmerman
- Roache – David Graham
- Ober – David Graham
- Kolonel Benson – David Graham
- TV Journalist – Matt Zimmerman

## Hoofdmachines
De machines gebruikt in deze aflevering zijn:
- Thunderbird 1 (waarmee Scott terugkomt van vakantie)
- Thunderbird 2 (met capsule 6)
- Monobrake
- FAB1
- Anderbad Express Monotrain
- Sun Probe

## Fouten
- Het shot waarin Gordon tevoorschijn komt vanachter een muur en begint met schieten (het begin van het vuurgevecht tussen Gordon en Godber) is twee keer na elkaar gemonteerd.
- Wanneer Gordon Godber in het vuurgevecht met een schot weet te ontwapenen, valt Godbers pistool in de richting schuin achter hem. In het volgende shot zien we dit wapen op de grond terechtkomen en doorschuiven bij Gordons benen. Dit is echter onmogelijk, omdat de voorgaande shots suggereren dat het schot van Gordon vanaf de andere kant van Godber gelost werd.
- De Monobrake-car verlaat de pod van TB2 aan de achterkant, in plaats van de voorkant. Het is niet duidelijk of dit klopt. De technische tekeningen van diverse tekenaars verschillen hierin.
- Tijdens de verschillende scènes met de trein is te zien dat deze blauw van kleur is. Tijdens de close-up van de trein aan de voorkant wanneer deze de tunnel in rijdt is op de neus van de trein echter een rode streep te zien.

## Trivia
- De lancering van de SunProbe aan het begin van deze aflevering werd ook getoond aan het begin van de aflevering Sun Probe. De gebeurtenissen van die aflevering spelen zich een week na de lancering af. Dit suggereert dat de openingsscène van deze aflevering zich afspeelt voor de aflevering SunProbe. De SunProbe-aflevering werd echter eerder geproduceerd, en derhalve tegenwoordig ook eerder uitgezonden. Daarmee is The Perils of Penelope een prequel.
- Bij zijn thuiskomst bestuurt Scott Thunderbird 1 met zijn gewone alledaagse kleren aan. Dit is de enige keer dat dit gebeurt.
- De kaart van de Anderbad Tunnel Controle in Godbers schuilplaats is een hergebruikte kaart van de Marineville launch tunnel scanner in Gerry Andersons vorige serie Stingray.
- Het Monobreake-voertuig oogt niet snel, maar lijkt wel in korte tijd een enorme afstand af te leggen. Dit lijkt te verklaren doordat de Monobreake voorzien is van een ingebouwd systeem om via de monorail-rails zich voort te kunnen bewegen. In de aflevering is dit niet laten zien. De tekeningen van de tekenaars laten dit deze 'verborgen' functionaliteit wel zien.